# Clare Cryan
Clare Cryan (3 de diciembre de 1993) es una deportista irlandesa que compite en saltos de trampolín. Ganó una medalla de bronce en el Campeonato Europeo de Natación de 2024, en la prueba de trampolín 3 m.

## Palmarés internacional
| Campeonato Europeo | Campeonato Europeo | Campeonato Europeo | Campeonato Europeo |
| Año                | Lugar              | Medalla            | Prueba             |
| ------------------ | ------------------ | ------------------ | ------------------ |
| 2024               | Belgrado (Serbia)  | Medalla de bronce  | Trampolín 3 m      |